# Теракты в Стамбуле (2003)
Теракты в Стамбуле — два террористических акта, произошедших 15 и 20 ноября 2003 года в центре Стамбула.
15 ноября 2003 года с помощью заминированных автомобилей, которые вели смертники, были осуществлены взрывы возле двух синагог в Стамбуле. 25 человек были убиты и более 300 ранены. Исламисты объяснили свои действия тем, что в синагогах «работали израильские агенты».
Через 5 дней, 20 ноября 2003 года в Стамбуле прогремели новые взрывы. Первый взрыв прогремел у здания стамбульской штаб-квартиры британского банка HSBC. Второй взрыв прогремел у здания британского консульства, в результате чего погиб британский консул Роджер Шорт. Третий взрыв произошёл около торгового центра Metro City, ещё два произошли в центре Стамбула (один из них — недалеко от здания израильского дипломатического представительства). Погибли 28 человек, 450 человек получили ранения.
Ответственность за происшедшее взяли на себя международная террористическая организация «Аль-Каида» и турецкая радикальная исламистская группировка «Фронт исламских завоевателей Великого Востока».
За организацию взрыва турецким судом было осуждено 48 человек, связанных с «Аль-Каидой».